# Luiz Cláudio (treinador de futebol)
Luiz Cláudio Alves Souza, mais conhecido como Luiz Cláudio (Rio de Janeiro, 15 de Julho de 1959), é um treinador de futebol brasileiro. Atualmente, comanda o elenco principal do Madureira.

## Carreira
Luiz Claudio começou como auxiliar de preparação física do mirim em 1997, no Madureira, sendo que, neste clube, passou por todas as categorias de base. Foi treinador da equipe juvenil em 2005 e dos juniores em 2007, ficando até outubro de 2011. Em 2006, foi auxiliar-técnico dos profissionais e no final de 2011, assumiu o elenco, no lugar de Antônio Carlos Roy. Já em pouco tempo faturando seu primeiro título, o da Copa Rio 2011.
Ficou no comando até março de 2012 e retornou meses depois. em 2013, retornou a comandar a equipe sub-20 e no segundo semestre, retorna novamente a equipe principal, em apenas dois jogos.

## Títulos

### Como Treinador
Madureira
- Copa Rio: 2011